# Robert Jaquillard
Pour les articles homonymes, voir Jaquillard.
 (février 2025).
La mise en forme du texte ne suit pas les recommandations de Wikipédia : il faut le « wikifier ».
Les points d'amélioration suivants sont les cas les plus fréquents. Le détail des points à revoir est peut-être précisé sur la page de discussion.
- Les titres sont pré-formatés par le logiciel. Ils ne sont ni en capitales, ni en gras.
- Le texte ne doit pas être écrit en capitales (les noms de famille non plus), ni en gras, ni en italique, ni en « petit »…
- Le gras n'est utilisé que pour surligner le titre de l'article dans l'introduction, une seule fois.
- L'italique est rarement utilisé : mots en langue étrangère, titres d'œuvres, noms de bateaux, etc.
- Les citations ne sont pas en italique mais en corps de texte normal. Elles sont entourées par des guillemets français : « et ».
- Les listes à puces sont à éviter, des paragraphes rédigés étant largement préférés. Les tableaux sont à réserver à la présentation de données structurées (résultats, etc.).
- Les appels de note de bas de page (petits chiffres en exposant, introduits par l'outil «  Source ») sont à placer entre la fin de phrase et le point final[comme ça].
- Les liens internes (vers d'autres articles de Wikipédia) sont à choisir avec parcimonie. Créez des liens vers des articles approfondissant le sujet. Les termes génériques sans rapport avec le sujet sont à éviter, ainsi que les répétitions de liens vers un même terme.
- Les liens externes sont à placer uniquement dans une section « Liens externes », à la fin de l'article. Ces liens sont à choisir avec parcimonie suivant les règles définies. Si un lien sert de source à l'article, son insertion dans le texte est à faire par les notes de bas de page.
- La présentation des références doit suivre les conventions bibliographiques. Il est recommandé d'utiliser les modèles {{Ouvrage}}, {{Chapitre}}, {{Article}}, {{Lien web}} et/ou {{Bibliographie}}. Le mode d'édition visuel peut mettre en forme automatiquement les références.
- Insérer une infobox (cadre d'informations à droite) n'est pas obligatoire pour parachever la mise en page.

Pour une aide détaillée, merci de consulter Aide:Wikification.
Si vous pensez que ces points ont été résolus, vous pouvez retirer ce bandeau et améliorer la mise en forme d'un autre article.
Robert Jaquillard, né le 31 janvier 1886 à Lausanne et mort le 17 avril 1951 dans la même ville, est un criminologue, officier de l'armée suisse, responsable du contre-espionnage au sein des services de renseignements suisses et chef de la police de sûreté du canton de Vaud,.

## Biographie

### Origines et formation
Robert Jaquillard naît le 31 janvier 1886 à Lausanne.
Après des études primaires à Lausanne et secondaires à Lausanne ou  Liestal, il effectue un stage d'études à la Préfecture de police et à la Sûreté nationale à Paris.

### Parcours professionnel

#### Police cantonale
En 1923, Robert Jaquillard dirige l'enquête sur l'assassinat du diplomate soviétique Vatslav Vorovsky,. Mis en cause par les partis politiques de gauche, qui critiquent son enquête, ses supérieurs le félicitent.
En 1926, il fait une proposition d'interdiction par le pouvoir politique, représenté par le chef de la justice et de la police, de la diffusion du film soviétique Le Cuirassé Potemkine au Cinéma Moderne.
En 1928, il boucle en quelques jours l'enquête sur l'assassinat de Fame Clément survenue à Donneloye, ce qui lui vaut une importante renommée par la suite.
Vers 1931, il procède à l'arrestation de l'activiste antifasciste Arturo Rizzoli, dénoncé par Martino Rigaldo, au titre d'agent provocateur étranger.
En avril 1935, le Conseil Fédéral le charge de présenter un rapport avec une proposition pour la création d'une police fédérale regroupant les différentes polices cantonales en vue d'une meilleure collaboration entre ces dernières.
En 1936, il dirige le service d'ordre pendant la Conférence internationale des Détroits.
Le 15 décembre 1937, dans le cadre d'une coopération policière internationale concernant le meurtre de Renata Steiner, une communiste suisse, commandité par le NKVD, il informe par courrier Scotland Yard qu'un dénommé Étienne Charles Martignat aurait pris part au crime,,.
À la fin des années 30, il plaide pour l'interdiction du Parti communiste suisse et fait mener des enquêtes aussi bien dans le canton de Vaud qu'en dehors de la Suisse contre des agents soviétiques.

### Seconde Guerre mondiale
Le 5 octobre 1939, le général Guisan crée officiellement le service de contre-espionnage (abrégé Spab et appelé familièrement Groupe du Lac) qui est confié au colonel Robert Jaquillard, dont le service dépend en théorie des services de renseignements du colonel-brigadier Roger Masson, avec qui les relations seront par moments difficiles.
En 1940, il loue l'usage de la télégraphie sans fil par les forces de polices, qui permet de sauvegarder la sécurité publique.
En 1941, sous l'égide de Robert Jaquillard se met en place dans le Canton de Vaud une politique de censure cinématographique,.

### Mort
Atteint de leucémie, Robert Jaquillard meurt le 17 avril 1951 à Lausanne, à l'âge de 65 ans.

## Publication
- Le Crime et la Presse (préf. Pierre Rochat), Lausanne, Librairie Centrale et Universitaire, 1935, 88 p.[23]
- La chasse aux espions en Suisse Choses vécues - 1939-1945, (préf. Henri Guisan) Lausanne, Payot, 1947, 174 p.